# Erysiphe
Еризифе (Erysiphe) — рід грибів родини борошнисторосяних грибів (Erysiphaceae). Назва вперше опублікована 1805 року.

## Життєвий цикл
Розвиток грибів починається з викидання аскоспор з клейстотеціїв. Потрапивши на рослину, вони проростають, утворюють гаусторії, що проникають у тканини рослин. Грибниця ж розвивається на її поверхні спочатку у вигляді білої павутинки, що згодом стає коричневою. На грибниці розвиваються ланцюжки конідій, які розносяться повітрям і викликають нові зараження. За літо утворюються кілька поколінь конідій. У другій половині літа починається сумчаста стадія — аскоспори в сумках, що знаходяться у клейстотеціях. Їх утворенню передує статевий процес.

## Шкода сільському господарству
Гриб, що викликає борошнисту росу рослин. Erysiphe cichoracearum та Erysiphe cucurbitacearum вражають рослини родини гарбузових, особливо огірки. Велику шкоду завдають гриби цього роду рослинам в теплицях. В природних умовах часто зимує на розетках багаторічних рослин (подорожник, кульбаба, лопух).

## Галерея

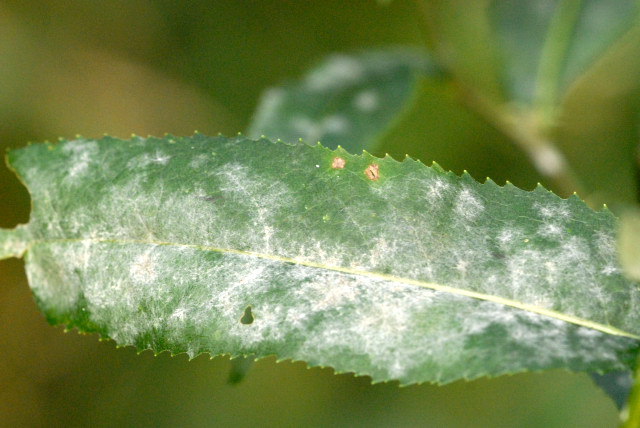
Erysiphe cichoracearum
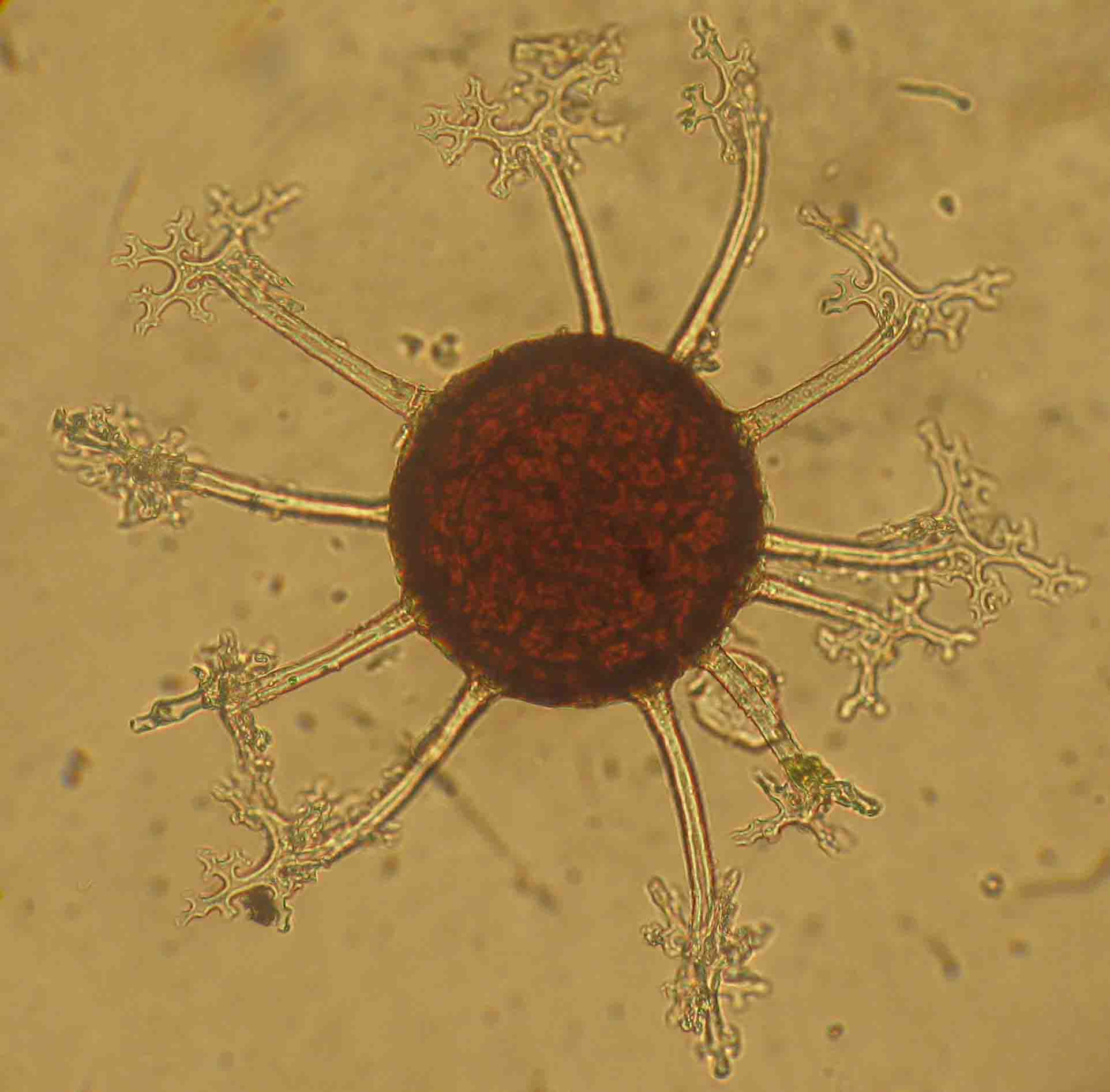
Клейстотеції
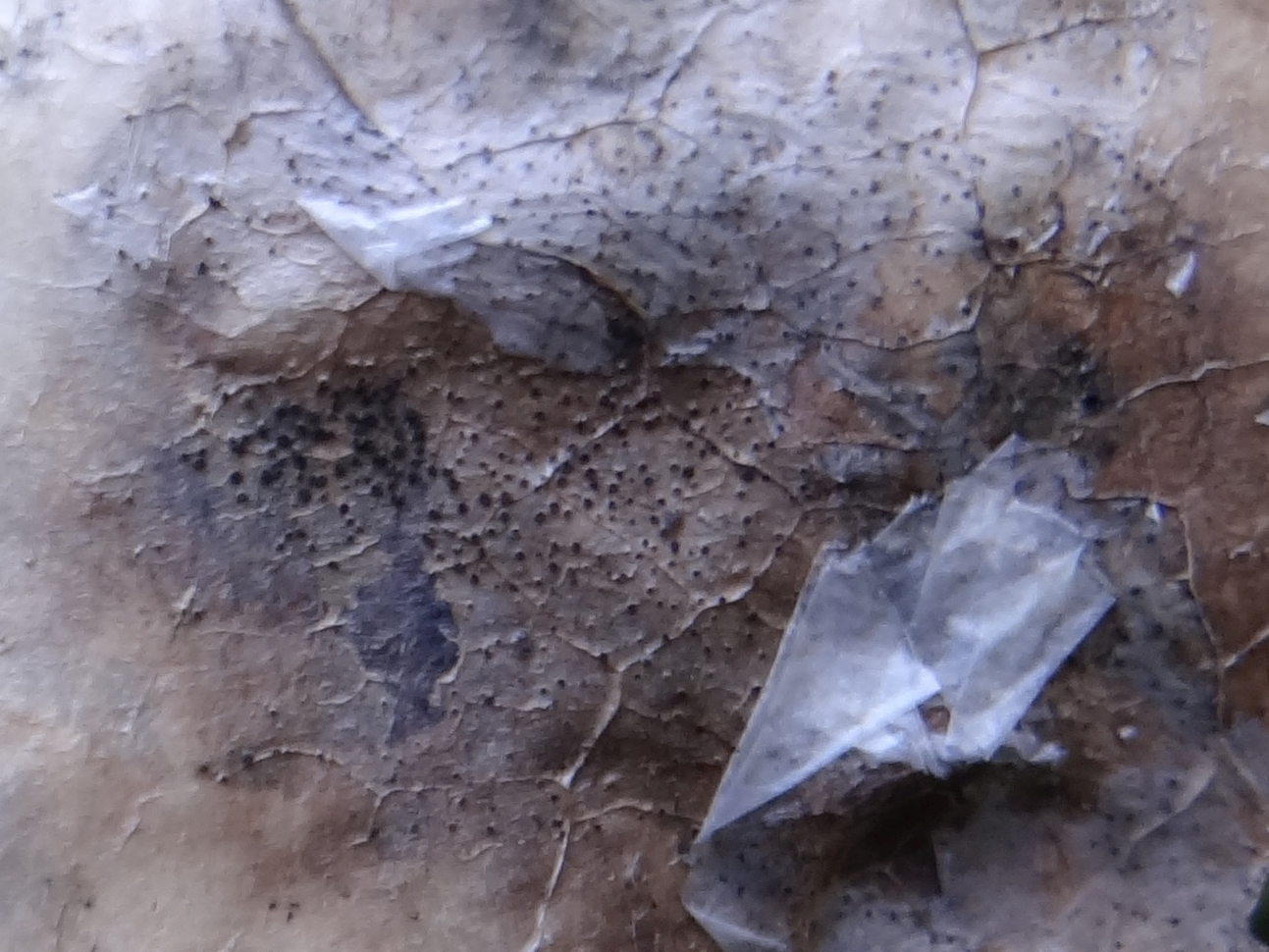
Erysiphe cruciferarum

## Види
База даних Species Fungorum станом на 4.11.2019 налічує 415 видів роду Erysiphe (докладніше див. Список видів роду Erysiphe).